# Богатый (остров)
Богатый — остров в составе архипелага Новая Земля. Относится к территории городского округа Новая Земля Архангельской области России.
Расположен в заливе Русская Гавань Баренцева моря у западного побережья острова Северный. Высшая точка — 42 м нум.
Был наименован в 1927 году во время  экспедиции Института по изучению Севера под руководством Р. Л. Самойловича согласно надписи на старинном кресте.